# Only (canção de Nicki Minaj)
"Only" é uma canção da rapper americana Nicki Minaj, de seu próximo terceiro álbum de estúdio, The Pinkprint (2014). Foi lançado em 28 de outubro de 2014 pela Young Money Entertainment, Cash Money Records, e Republic Records como o terceiro single do álbum. Ele apresenta participação dos artistas do hip hop Drake e Lil Wayne, que também dispõe de Chris Brown que canta o refrão da música. A canção foi produzida por Dr. Luke e Cirkut.

## Lançamento
Minaj postou a capa do single no Instagram um dia antes do lançamento, informando que este seria o terceiro single de seu próximo álbum The Pinkprint.

## Recepção e crítica
"Only" recebeu geralmente críticas positivas dos críticos. Carolyn Menyes, de Music Times, deu a canção um comentário positivo, dizendo que "com uma sensação legal de confiança e rimas que se orgulhar de sua própria potência sexual e rap, Minaj está tomando as rédeas, levando para os versos de rap igualmente vulgares e explosivos de Drake e Wayne". Miles Raymer, da Entertainment Weekly, elogiou o rap de Minaj e chamou-lhe a melhor parte da música. Chris Coplan, de Consequence Of Sound, disse ainda que não fosse o esforço mais forte deles três, a canção era "uma grande demonstração de como suas personalidades distintas e separadas ainda pode jogar fora um ao outro muito bem". Drew Millard, de Noisey, elogiou o verso de Lil Wayne e disse: "Minaj continua a voltas de rap de todo o concurso e não há nenhuma indicação de que isso vai mudar qualquer momento em breve".
Matthew Trammell, de THE FADER, deu a canção um comentário negativo, dizendo que Minaj oferece "linhas sonolentas" e parece "um pouco desesperado".

## Controvérsias
Minaj foi acusada de apoiar o nazismo no Lyric video (vídeo de letras) lançado em seu canal Vevo do YouTube, onde, no seu refrão, a animação de Nicki tem um exército e uma bandeira que se parece com a mesma da Alemanha nazista. Nicki disse que nunca apoiou isso no seu vídeo e que se inspirou na série de caricaturas "Metalocalypse".

## Vídeo musical

### Gravação e produção
Nicki gravou o videoclipe da canção em 7 de novembro de 2014. Nas fotos liberadas da gravação pela cantora via Instagram, a mesma aparece utilizando uma lingerie, coberta por um pano transparente, e em uma sala de sadomasoquismo com Drake. A direção do vídeo foi realizada por Hannah Lux Davis.

### Lançamento
O vídeo foi originalmente programado para ser lançado entre o fim de ´novembro e começo de dezembro. Uma prévia de 15 segundos do trabalho foi liberado em 06 de dezembro através também no Instagram da cantora, com a música All Things Go de fundo. O teaser iniciava com as cenas do clipe, e depois tinhas letras garrafais dizendo o nome da cantora, "N I C K I  M I N A J", e apresentava a cantora em cenas nessa mesma sala. Em 12 de dezembro, o videoclipe é lançado com premiere pelo portal de vídeos VEVO e no YouTube.

### Sinopse
O vídeo musical foi lançado em 12 de dezembro de 2014, e tem a direção de Hannah Lux Davis. O vídeoclipe de seis minutos é uma festa de sadomasoquismo, e Minaj desempenha um dominadora ardente vestida em uma lingerie preta como ela tem um calabouço subterrâneo com sexo.

## Faixas e formatos
| Download digital |                                             |         |  |
| N.º              | Título                                      | Duração |  |
| 1.               | "Only" (com Drake, Lil Wayne e Chris Brown) | 5:13    |  |

## Desempenho nas tabelas musicais
| Tabela musical (2014)                                  | Melhor posição |
| ------------------------------------------------------ | -------------- |
| Austrália (ARIA)                                       | 76             |
| Bélgica (Ultratip Bubbling Under de Flandres)          | 39             |
| Bélgica (Ultratop Flandres Urban)                      | 15             |
| Canadá (Canadian Hot 100)                              | 20             |
| França (SNEP)                                          | 121            |
| Escócia (Scottish Singles Chart)                       | 36             |
| Estados Unidos (Billboard Hot 100)                     | 12             |
| Estados Unidos (Billboard R&B/Hip-Hop Songs)           | 1              |
| Estados Unidos (Billboard R&B/Hip-Hop Airplay)         | 10             |
| Estados Unidos (Billboard R&B/Hip-Hop Digital Songs)   | 1              |
| Estados Unidos (Billboard R&B/Hip-Hop Streaming Songs) | 1              |
| Estados Unidos (Billboard Hot Rap Songs)               | 1              |
| Estados Unidos (Billboard Rap Streaming Songs)         | 1              |
| Estados Unidos (Billboard Radio Songs)                 | 50             |
| Estados Unidos (Billboard Digital Song Sales)          | 6              |
| Estados Unidos (Billboard Streaming Songs)             | 2              |
| Estados Unidos (Billboard Rhythmic)                    | 24             |
| Estados Unidos (Billboard YouTube)                     | 17             |
| Reino Unido (UK Singles Chart)                         | 35             |
| Reino Unido (OCC UK R&B)                               | 4              |